# 奇美實業
奇美實業股份有限公司（英語：CHIMEI Corporation），簡稱奇美實業或奇美，為台灣塑膠與橡膠材料供應商，主要產品包含：ABS樹脂、SAN樹脂、PS樹脂、MS樹脂、PC樹脂、PC/ABS樹脂、ASA樹脂、Q膠、PMMA樹脂、熱可塑性彈性體（TPE）、聚丁二烯橡膠（HBR/LBR）、苯乙烯丁二烯橡膠（SSBR）等，是全球領先的ABS樹脂製造商，在1999年內即生產約100萬噸ABS。與台塑集團齊名，有「南奇美北台塑」之稱。

## 沿革
1953年，許文龍與其兄創立奇美實業廠，從事生產塑膠日常用品與玩具。
1960年，許文龍另行創立奇美實業股份有限公司，成為台灣首個聚甲基丙烯酸甲酯生產商；並逐漸朝集團化發展。
1965年，與三菱油化、三菱商事合資成立奇菱樹脂公司，從事PE加工品生產。
1968年，與日本三菱油化合資成立保利化學公司，生產聚苯乙烯（PS）產品。
1969年，開始生產聚苯乙烯產品（GPS/HPS/EPS）。
1976年，生產ABS（月產200噸），全台第一家ABS生產商。
1980年，引進PMMA粒、板技術，並開始生產壓克力粒。
1981年，開始生產AS樹脂。
1985年，奇美與保利正式合併為「奇美實業股份有限公司」。
1992年，環保績效獲肯定，獲頒台灣第一屆企業環保特優獎
1993年，奇美實業ISO 9001/ ISO9002 品質規範認証通過。
1995年，開始生產橡膠系列產品（TPE）。
1998年，投入電子化學品研發製造。
1999年，奇美實業 ISO 14001 環保規範認証通過
許文龍創辦人（時任奇美實業董事長）獲日本經濟新聞社「第四屆日經亞洲賞」，是第一位民間人士獲獎，也是第一位獲獎之國人。
與日本旭化成公司合資成立旭美化成公司，共同驗證「非光氣法、無溶劑」環保新製程，生產聚碳酸酯（PC）。
2000年，獲日本TPM（Total Productive Maintenance）優秀賞。
2001年，奇美與日本IBM合資成立International Display Technology Ltd.（簡稱IDTech）。
2002年，生產光學級用途導光板；開始生產聚碳酸酯（PC）。
2004年，許文龍退休，廖錦祥接任。
2005年，集團建立CHIMEI 品牌，並更新識別系統
2008年，奇美實業與國喬石化正式簽約，由鎮江奇美合併鎮江國亨，合併後鎮江奇美ABS產能達70萬噸，為中國大陸第一大ABS廠。
2009年，LED用螢光粉產品量產；為提升管理效率，合併子公司旭美化成股份有限公司。
2010年，為提升管理效率，合併子公司奇美特用化學股份有限公司；奇美實業成立50周年
2012年，廖錦祥退休，許春華接任。
2020年，成立60周年。通過ISO27001資訊安全管理系統認證。

## 集團關係事業

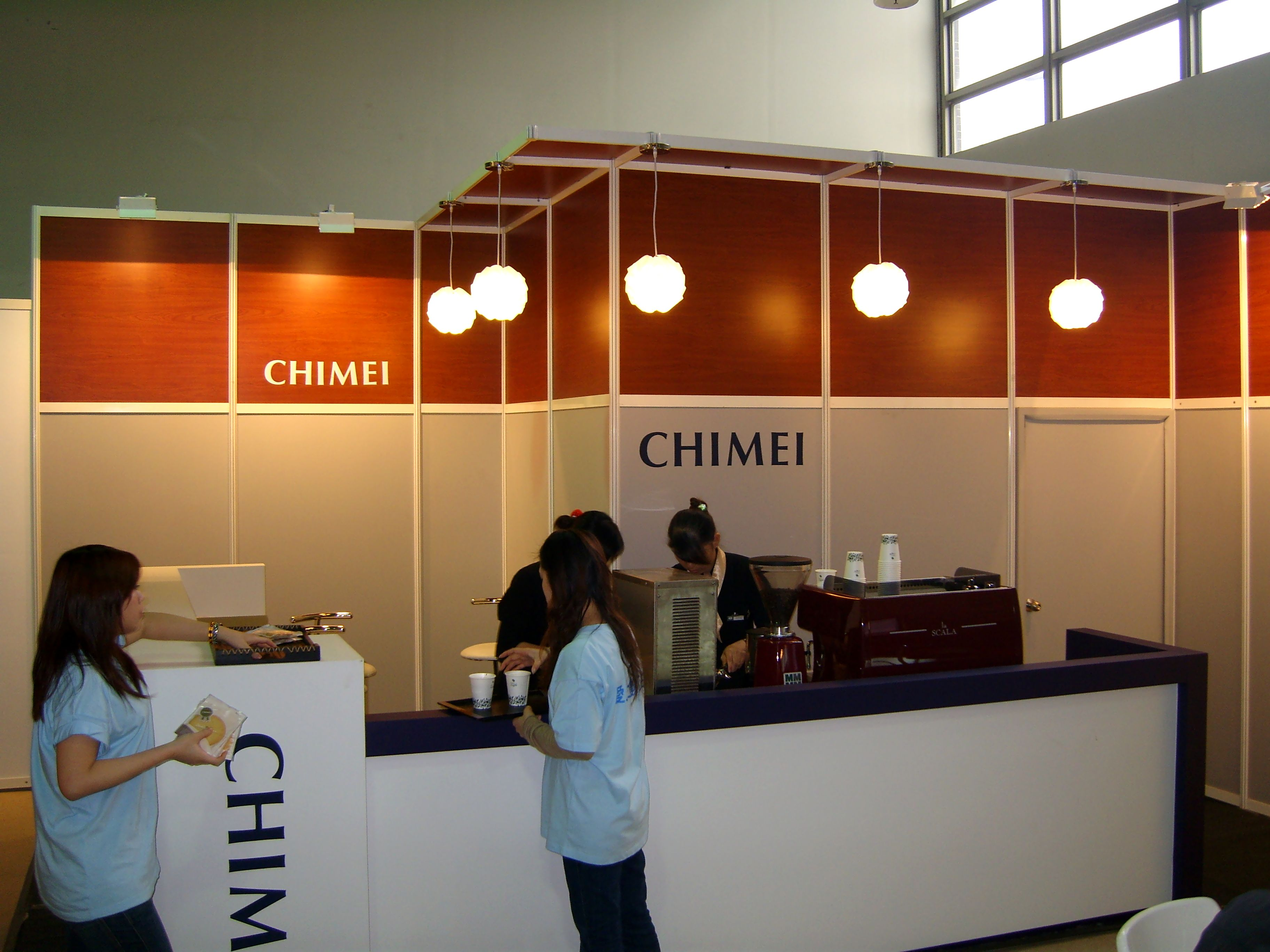
2007年資訊月，奇美攤位的休息區

- 材料與應用
  - 鎮江奇美化工
  - 漳州奇美化工
  - 奇菱科技
- 再生能源
  - 奇美綠能
- 消費性產品
  - 新視代科技[8]
  - 奇誠科技
  - 奇美食品[9]
- 貿易物流 
  - 佳美貿易
- 藝術文化
  - 奇美文化基金會
  - 奇美博物館
- 健康醫療
  - 奇美醫療財團法人

## 外部連結
- 奇美實業官方網站（页面存档备份，存于） （繁體中文）（简体中文）（英文）